# Aittasaari (ö i Lappland, Norra Lappland, lat 68,80, long 28,61)
Aittasaari, nordsamiska: Äittisuálui, är en ö i Finland. Den ligger i sjön Sulkusjärvi och Ikkerlompola och i kommunen Enare i den ekonomiska regionen Norra Lappland och landskapet Lappland, i den norra delen av landet, 1 000 km norr om huvudstaden Helsingfors. Öns area är 6,2 hektar och dess största längd är 350 meter i nord-sydlig riktning.